# Serie A 1975-1976 (pallacanestro femminile)
Il campionato di Serie A di pallacanestro femminile 1975-1976 è stato il quarantacinquesimo organizzato in Italia.
Le dodici società della massima serie si affrontano in partite di andata e ritorno; la prima classificata vince lo scudetto mentre non ci sono retrocessioni per la ristrutturazione dei campionati.. La Geas Sesto San Giovanni vince il suo sesto titolo (terzo consecutivo), classificandosi davanti a Standa Milano e Pagnossin Treviso.

## Classifica
|  |     | Classifica finale 1975-1976 | Pt | G  | V  | P  | PtF  | PtS  |
|  | --- | --------------------------- | -- | -- | -- | -- | ---- | ---- |
|  | 1.  | Geas Sesto San Giovanni     | 42 | 22 | 21 | 1  | 1587 | 1091 |
|  | 2.  | Standa Milano               | 34 | 22 | 17 | 5  | 1480 | 1135 |
|  | 3.  | Pagnossin Treviso           | 32 | 22 | 16 | 6  | 1417 | 1150 |
|  | 4.  | Tazza D'Oro Roma            | 30 | 22 | 15 | 7  | 1340 | 1212 |
|  | 5.  | Fiat Torino                 | 24 | 22 | 12 | 10 | 1343 | 1363 |
|  | 6.  | Cerforlivesi Busto Arsizio  | 22 | 22 | 11 | 11 | 1180 | 1179 |
|  | 7.  | G.B.C. Sesto San Giovanni   | 20 | 22 | 10 | 12 | 1240 | 1353 |
|  | 8.  | Plia Castelli Bologna       | 18 | 22 | 9  | 13 | 1126 | 1226 |
|  | 9.  | Cer-Domus Faenza            | 18 | 22 | 9  | 13 | 1212 | 1387 |
|  | 10. | Cademartori Vicenza         | 12 | 22 | 6  | 16 | 1172 | 1322 |
|  | 11. | Pejo Brescia                | 8  | 22 | 4  | 18 | 1153 | 1469 |
|  | 12. | CUS Cagliari                | 4  | 22 | 2  | 20 | 1021 | 1384 |

### Verdetti
- Geas Sesto San Giovanni campione d'Italia 1975-1976: Mabel Bocchi, Fiorella Bongini, Cesati, Dora Ciaccia, Daniela Citarelli, Fogliani, Peri, Marina Re, Wanda Sandon, Cristina Tonelli. All.: Gurioli.
- Nessuna retrocessione.